# Mystère de l'Île aux Chênes
Mystère d'Oak Island
Pour la série télévisée, voir Le Mystère d'Oak Island.

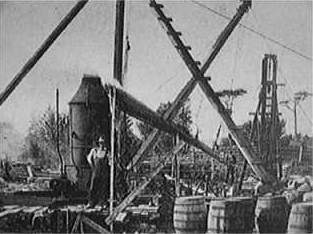
Travaux d'excavation sur Oak Island au XIXe siècle.

Le mystère de l’Île aux Chênes ou mystère d'Oak Island est une série d'histoires et de légendes concernant un trésor enfoui sur l’Île aux Chênes en Nouvelle-Écosse. Depuis le XVIIIe siècle, des tentatives ont été faites pour trouver trésor et artefacts. Les hypothèses sur les artefacts présents sur l'île vont du trésor de pirates à des manuscrits shakespeariens en passant par le Saint Graal ou l'Arche d'Alliance enterrés là par les Templiers. Divers objets ont fait surface au fil des années, dont certains ont depuis été datés de plusieurs centaines d'années. Bien que ces objets puissent être considérés comme des trésors à part entière, aucun trésor significatif n’a jamais été découvert. Le site est constitué de fouilles menées par de nombreux individus et groupes de personnes. Le puits d'origine, dont l'emplacement est aujourd'hui perdu, a été creusé par les premiers explorateurs et est connu sous le nom de « puits au trésor » ou « puits de la fortune » (money pit).
Une « malédiction » sur le trésor serait née il y a plus d'un siècle et stipule que sept hommes devront mourir pendant la recherche du trésor avant qu'il soit découvert.

## Historique

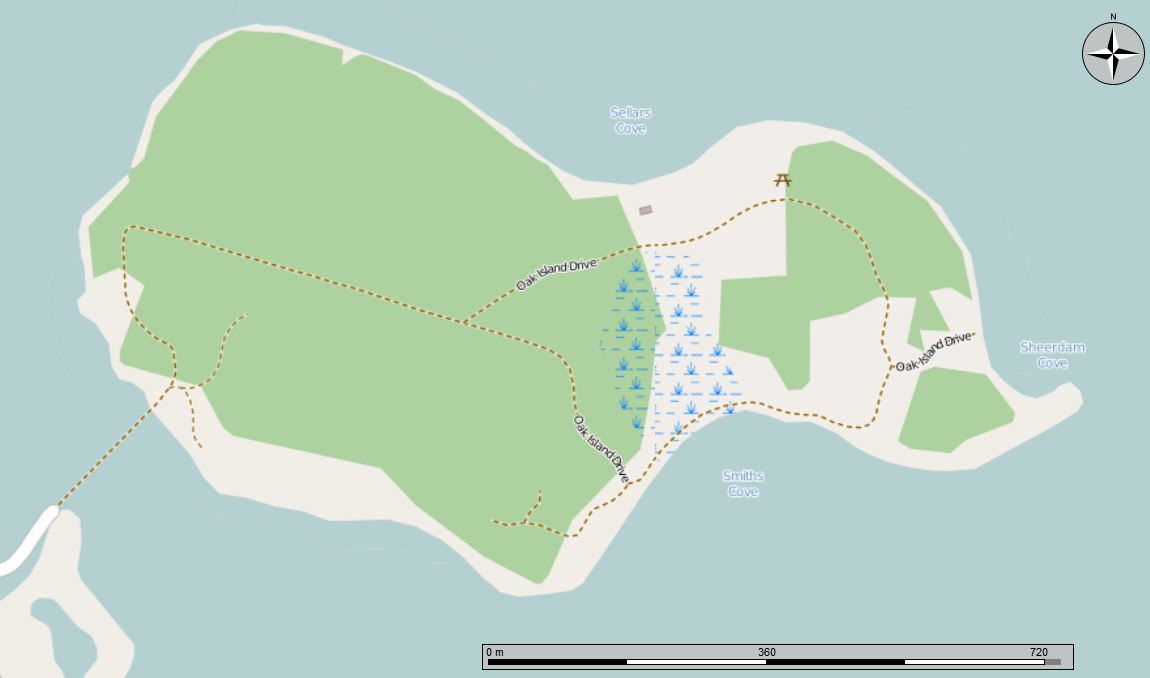
Carte de l'Île aux Chênes.

### Premiers récits (années 1790 à 1857)
Très peu d'informations sûres sont connues sur les premières activités liées au trésor sur l'Île aux Chênes. Ainsi, les récits suivants sont des histoires de bouche à oreille remontant à la fin du XVIIIe siècle. Ce n'est que des décennies plus tard que des éditeurs commencent à s'intéresser à de telles activités et à enquêter sur les histoires en question. La plus ancienne histoire connue est celle d'un colon nommé Daniel McGinnis qui a découvert un trésor, publiée en 1857. Il a ensuite fallu encore cinq ans avant que l'un des premiers fouilleurs présumés fasse une déclaration concernant l'histoire originale ainsi que les activités ultérieures des compagnies Onslow et Truro.
L'histoire originale des premiers colons (enregistrée pour la première fois sous forme imprimée en 1863) implique un marin mourant de l'équipage du capitaine Kidd (mort en 1701), dans laquelle il déclare que ce trésor d'une valeur de 2 millions de Livres sterling est enterré sur l'île. Selon l'histoire la plus répandue, Daniel McGinnis découvre une dépression dans le sol vers 1799 alors qu'il cherche un emplacement pour une ferme. McGinnis, qui pensait que la dépression était cohérente avec l'histoire du capitaine Kidd, demande de l'aide pour creuser. Avec deux hommes identifiés uniquement comme étant John Smith et Anthony Vaughn, il creuse la dépression et découvre une couche de dalles de 2 pieds (60,96 cm). Selon des récits plus tardifs, des plates-formes en chêne sont découvertes tous les 3 m. Cependant, les premiers récits mentionnent simplement des « marques » d'un certain type à ces intervalles. Les récits font également état de « marques d'outils » ou d'éraflures de pioches sur les parois du puits. La terre est visiblement meuble, pas aussi dure que le sol environnant. Les trois hommes auraient abandonné l'excavation à 9,1 m à cause d'une « peur superstitieuse »,. Une autre version de l'histoire implique que les quatre personnes impliquées étaient des adolescents. Dans ce récit, McGinnis découvre la dépression pour la première fois en 1795 lors d'une sortie de pêche. Le reste de l'histoire est cohérente avec la première concernant la découverte des plates-formes en bois, mais se termine avec l'abandon des quatre individus après avoir creusé autant qu'ils le pouvaient,,.
Vers 1802, un groupe connu sous le nom de Onslow Company aurait navigué du centre de la Nouvelle-Écosse jusqu'à l'Île pour récupérer ce qu'il croyait être un trésor caché. Ils ont continué l'excavation jusqu'à environ 27,4 m, avec des couches de rondins (ou « marques ») trouvées environ tous les 3 m, et a également découvert des couches de charbon de bois, de mastic et de fibre de coco ainsi qu'une grande pierre portant des symboles,,. Les creuseurs sont alors confrontés à un dilemme lorsque le puits est inondé à 18 m de profondeur pour des raisons inconnues. Les fouilles sont finalement abandonnées après que des ouvriers aient tenté de récupérer le trésor par le bas en creusant un tunnel à partir d'un deuxième puits qui a également été inondé. La dernière grande entreprise de cette époque s’appelle The Truro Company, qui aurait été créée en 1849 par des investisseurs. Le puits est réexcavé jusqu'à 26 m, mais finit par être à nouveau inondé. Il est alors décidé de forer cinq trous de forage à l'aide d'une tarière à dosettes dans le puits d'origine. La tarière traverse une plate-forme en épicéa à 30 m, puis frappe des couches en bois de chêne, quelque chose décrit comme des « morceaux de métal », une autre couche d'épicéa et de l'argile sur 2,1 m,. Cette plateforme est touchée deux fois ; à chaque fois, du métal est remonté à la surface, ainsi que divers autres éléments tels que du bois et de la fibre de coco.
Un autre puits est ensuite creusé jusqu'à 33 m au nord-ouest du puits d'origine, et un nouveau tunnel a été ouvert pour tenter de recouper le trésor. Mais une fois de plus, l'eau de mer inonde ce nouveau puits. Les ouvriers supposent alors que l'eau est reliée à l'océan parce que celle-ci, dans le nouveau puits désormais inondé, monte et descend à chaque cycle de marée. La société Truro transfère ses ressources vers l'excavation d'une crique voisine connue sous le nom de « Smith's Cove », où elle trouve un système de tunnels qui serait responsable de l'inondation. Lorsque les efforts échouent à arrêter ce système d'inondation, un dernier puits est creusé jusqu'à 36 m de profondeur. Le tunnel percé à partir de celui-ci, passe sous le puits d'origine. Au cours de l'excavation de ce nouveau puits, le fond du puits d'origine s'effondre. Il est supposé plus tard que le trésor est tombé par le nouveau puits dans un vide profond, provoquant également l'inondation du nouveau puits. La Truro Company est alors à court de fonds et est dissoute en 1851.
Le premier récit est publié en 1857, lorsque le Liverpool Transcript mentionne un groupe cherchant le trésor du Capitaine Kidd sur l'Île aux Chênes. Cela serait suivi d'un récit plus complet d'un juge de paix de Chester, en Nouvelle-Écosse, en 1861, qui fut également publié dans The Transcript sous le titre « The Oak Island Folly » concernant le scepticisme contemporain quant à l'existence d'un trésor. Cependant, le premier récit publié de ce qui s'était passé sur l'île ne parut que le 16 octobre 1862, lorsque les mémoires d'Anthony Vaughan furent consignés par The Transcript pour la postérité. Des activités concernant les Compagnies Onslow et Truro sont également incluses, mentionnant une pierre gravée mystérieuse et la tarière appartenant à Truro frappant des plates-formes en bois ainsi que les « morceaux de métal »,,. Les récits basés sur les articles du Liverpool Transcript sont également publiés dans le Novascotian, le British Colonist, et sont mentionnés dans un livre de 1895 intitulé A History Of Lunenburg County,,.

### Premières fouilles (1861-1898)
La tentative suivante de fouilles d'ampleur est réalisée en 1861 par une société appelée « The Oak Island Association ». Le puits original est excavé à nouveau jusqu'à une profondeur de 27 m, et deux autres puits sont creusés. Le premier rate sa cible prévue, à savoir un tunnel d'inondation présumé, tandis que l'autre rejoint le puits d'origine via un tunnel creusé à environ 32 m de profondeur. Ces deux puits sont inondés lorsqu'un tunnel d'inondation est de nouveau percé. À un moment donné, l'une des plates-formes placées dans le puits d'origine à 30 m s'effondre et tombe à un niveau inférieur. L'accident entraîne la chute des deux plates-formes suivantes, le trésor reposant désormais à environ 36 m sous terre avec environ 10 000 planches (soit 24 m3) de bois d’œuvre. Le premier des six décès accidentels au cours des fouilles se produit à l'automne 1861, lorsque la chaudière d'un moteur à pompe explose. L'explosion est mentionnée pour la première fois dans un roman de 1863 intitulé Rambles Among the Blue-noses, tandis que la mention d'un décès est survenue cinq ans plus tard,. Un autre puits est creusé au printemps 1862, celui-ci atteint 32,6 m de profondeur. Ce nouveau puits est parallèle et relié au puits d'origine. Il est utilisé pour pomper l'eau hors du premier puits jusqu'à une profondeur de 31,4 m. Bien que les pompes n'aient pas pu contenir les eaux, les outils utilisés par les compagnies Onslow et Truro ont été récupérés. L'Oak Island Association a également effectué des travaux à Smith's Cove en forant quelques puits pour tenter de fermer et de sceller les présumés tunnels d'inondation. Toutes ces tentatives ont finalement échoué, en raison de la marée qui a fini par franchir les barrières mises en place. Une dernière tentative est faite en 1864 pour rejoindre le puits au trésor, ce qui entraîne une nouvelle brèche dans les tunnels d'inondation supposés. À cette époque, l’eau salée sape les parois du puits d’origine, dans lequel certains ouvriers refusent d’entrer. Le puits d'origine est inspecté par des ingénieurs miniers qui le déclarent dangereux, et l'entreprise abandonne ses efforts lorsqu'elle se retrouve à cours d'argent,,.
En 1866, un groupe connu sous le nom de The Oak Island Eldorado Company ou plus communément The Halifax Company est formé pour trouver le trésor. À cette époque, il y a de nombreux puits, forages et tunnels sous l'Île creusés par d'anciens chasseurs de trésors. Lorsqu'un plan visant à fermer les tunnels d'inondation de Smith's Cove ne fonctionne pas, l'entreprise décide de se concentrer sur le puits principal d'origine. Les trous d'exploration qui sont forés, révèlent des morceaux de bois, davantage de fibres de coco, de l'argile molle et de la boue bleue. N'ayant rien trouvé d'intéressant, le groupe abandonne les recherches en 1867.
En 1896, un groupe inconnu arrive sur l'île avec des pompes à vapeur et du matériel de forage. Bien que les pompes n'aient pas réussi à empêcher l'eau de pénétrer dans le puits latéral inondé, des échantillons de forage sont prélevés. Il est affirmé que l’un des échantillons avait fait remonter à la surface un petit morceau de parchemin en peau de mouton. Le parchemin comportait deux lettres, « vi » ou « wi », écrites à l'encre de Chine. Le deuxième décès accidentel se produit le 26 mars 1897, lorsqu'un ouvrier nommé Maynard Kaiser meurt. En 1898, le groupe verse de la peinture rouge dans le puits inondé, révélant apparemment trois orifices de sortie autour de l'île.

### Le groupe Old Gold Salvage (1909)

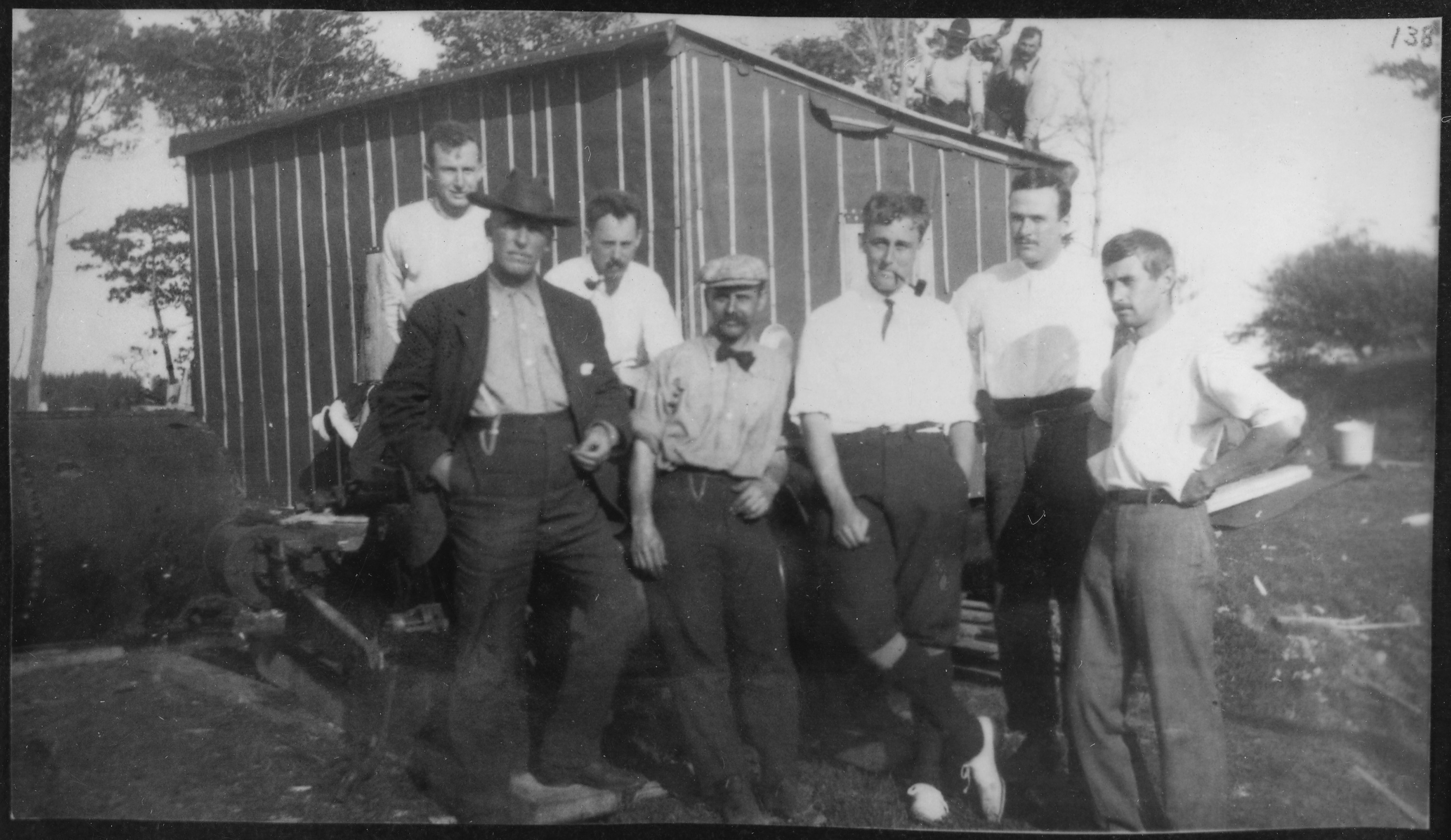
Groupe d'exploration de 1909. Franklin D. Roosevelt est le troisième à partir de la droite, avec une pipe.

Le capitaine Henry L. Bowdoin arrive sur l’Île en août 1909, représentant le groupe Old Gold Salvage, dont l'un des membres est Franklin D. Roosevelt, futur président américain. À cette époque, la zone maintenant connue sous le nom de « puits au trésor » est dégagée jusqu'à 34 m et des plongeurs sont envoyés pour enquêter. Bien que plusieurs sondages aient été effectués dans et autour du puits, aucune des carottes n'a révélé quoi que ce soit d'intéressant.
Bowdoin examine également Smith's Cove, où des tunnels de drainage et un anneau de levage dans un rocher auraient été aperçus. Bien que le groupe trouve les restes d'un batardeau datant de 1850, aucune preuve de quoi que ce soit d'autre n'a été trouvée. Bowdoin examine ensuite la « pierre aux symboles » à Halifax et découvre qu'il s'agit d'une roche basaltique sans symboles. Il doute que les divers caractères aient pu s'effacer de la roche, étant donné sa dureté. Le groupe quitte l'île en novembre 1909.

### William Chappell et Gilbert Hedden (1928-1939)

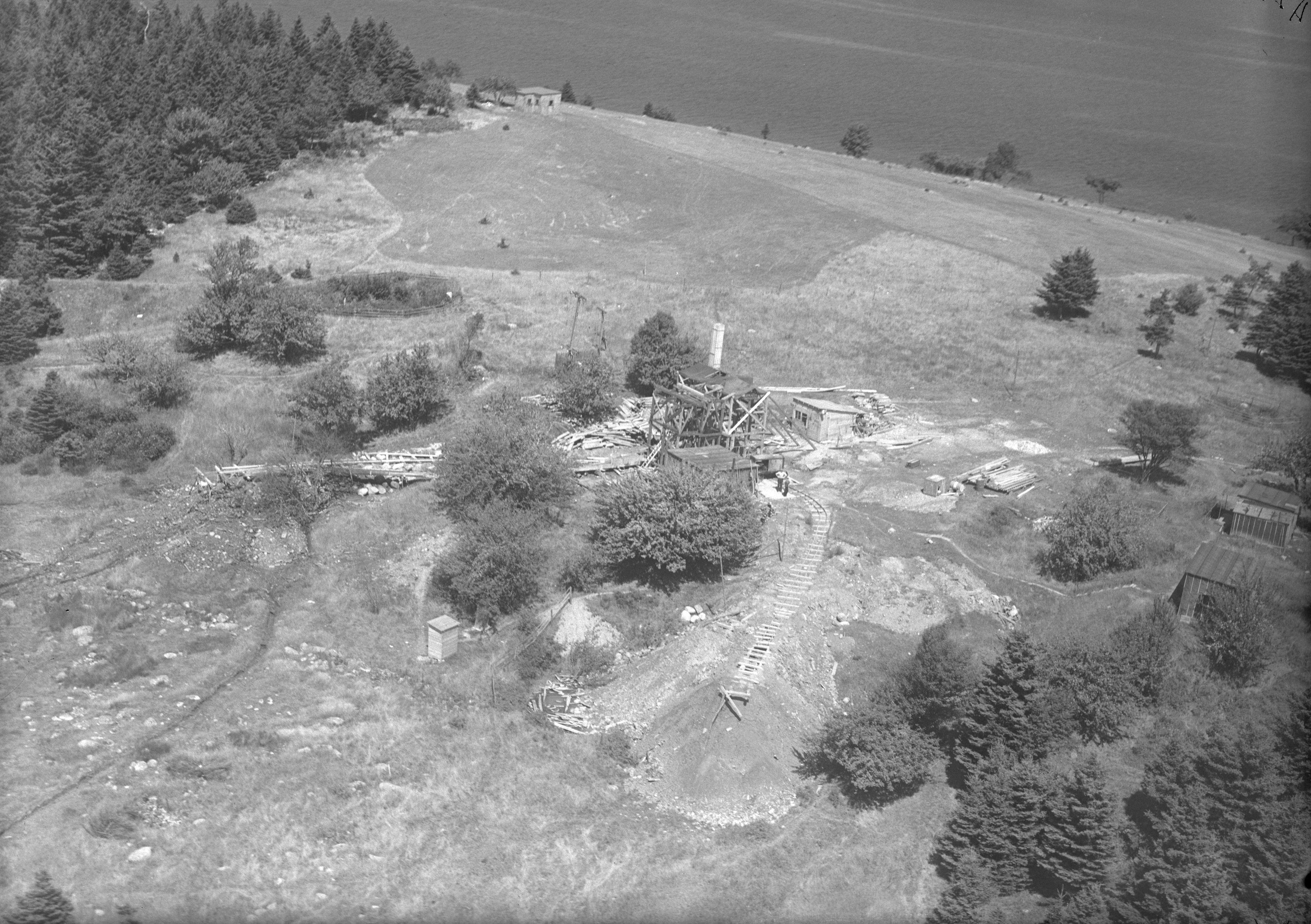
Vue aérienne du site de fouille (août 1931).

En 1928, un journal new-yorkais publie un article sur l’Île. William Chappell s'intéresse au puits et le fouille en 1931 en creusant un puits de 50 m au sud-ouest de ce qu'il croyait être l'emplacement du puits de 1897 (que l'on pensait, sans preuve, être près du puits d'origine). À 39 m, un certain nombre d'artefacts, dont une hache, une ancre de fortune et une pioche, sont découverts. La pioche est identifiée comme étant la pioche d'un mineur cornique, mais à ce moment-là, la zone autour du puits est jonchée de débris provenant des tentatives d'excavation précédentes et il est impossible de retrouver le propriétaire.
Gilbert Hedden (en), exploitant d'une entreprise de fabrication d'acier, voit l'article de 1928 et est fasciné par les problèmes d'ingénierie que présente la récupération du trésor. Hedden effectue six voyages sur l’Île aux Chênes et rassemble des livres et des articles sur celle-ci. Il se rend en Angleterre pour consulter Harold T. Wilkins (en), auteur de Captain Kidd and His Skeleton Island, au sujet d'un lien qu'il a trouvé entre l’Île aux Chênes et une carte dans le livre de Wilkins. Après les fouilles de Chappell, Hedden commence à creuser pendant l'été 1935, après avoir acheté l'extrémité sud-est de l'île. En 1939, il informe le roi George VI de l'évolution de la situation sur l'île. D'autres fouilles furent effectuées en 1935 et 1936, mais aucune n'aboutit.

### Famille Restall et Robert Dunfield (1959-1966)
Robert Restall, son fils de 18 ans et son partenaire de travail Karle Graeser, arrivent sur l’Île aux Chênes en 1959 après avoir signé un contrat avec l'un des propriétaires. En 1965, ils tentent de sceller ce qu'ils pensaient être un collecteur d'eaux pluviales à Smith's Cove et creusent un puits jusqu'à 8,2 m de profondeur. Un récit d'une fouille du puits est publié dans le numéro de janvier 1965 du Reader's Digest. Le 17 août, Restall est intoxiqué par des vapeurs de sulfure d'hydrogène. Son fils descend ensuite dans le puits et perd également connaissance. Graeser et deux autres personnes, Cyril Hiltz et Andy DeMont, tentent alors de sauver les deux hommes. Un visiteur du site, Edward White, se fait descendre au bout d'une corde mais ne parvient à sortir que DeMont. Restall, son fils, Graeser et Hiltz sont morts.
Cette année-là, Robert Dunfield loue des parties de l'île. Dunfield creuse la zone du puits jusqu'à une profondeur de 41 m et d'une largeur de 30 m en utilisant une grue d'excavation de 70 tonnes avec un godet à palourdes. Le transport de la grue jusqu'à l'île nécessite la construction d'une chaussée (qui existe toujours) depuis l'extrémité ouest de l'île jusqu'à Crandall's Point sur le continent, à deux cents mètres de là. Le bail de Dunfield prend fin en août 1966.

### Triton Alliance (1967-1990)
En janvier 1967, Daniel C. Blankenship, David Tobias, Robert Dunfield et Fred Nolan forment un syndicat pour l'exploration de l’Île aux Chênes. Deux ans plus tard, Blankenship et Tobias fondent Triton Alliance après avoir acheté la majeure partie de l'île. Plusieurs anciens propriétaires fonciers, dont Mel Chappell, deviennent actionnaires de Triton. Les ouvriers de Triton creusent un puits de 72 m de profondeur, connu sous le nom de « Borehole 10-X » (Trou de forage 10-X) et soutenu par un caisson en acier jusqu'à la roche-mère, en 1971.
Selon Blankenship et Tobias, des caméras descendues dans le puits filment une grotte où se trouveraient des coffres, des restes humains, des poutres en bois et des outils ; cependant, les images ne sont pas claires et aucune des affirmations n'a été confirmée de manière indépendante. Le puits s'est ensuite effondré et les fouilles sont de nouveau abandonnées. Le puits a ensuite été recreusé à 55 m, atteignant la roche-mère, mais les travaux sont interrompus en raison du manque de fonds et de l'arrêt du partenariat. Les plongeurs envoyés au fond du 10-X en 2016 ne trouvent aucun artefact.
L'île fait l'objet d'un épisode de la série In Search of... (en) qui est diffusé pour la première fois le 18 janvier 1979 : The Money Pit Mystery (saison 3, épisode 16).
En 1983, Triton Alliance intente un procès à Frederick Nolan pour la propriété de sept lots sur l'île et de son accès à la chaussée. Deux ans plus tard, la propriété de Nolan sur les lots est confirmée, mais il est condamné à payer des dommages et intérêts pour avoir interféré avec les activités touristiques de Triton. En appel, Triton perd à nouveau en 1989 et les dommages et intérêts de Nolan furent réduits.
Au cours des années 1990, la poursuite de l'exploration est interrompue en raison de batailles juridiques entre les partenaires de Triton et d'un manque de financement. En 2005, une partie de l'île est à vendre pour 7 millions US$ . Bien que la Oak Island Tourism Society ait espéré que le gouvernement du Canada achèterait l'île, c'est un groupe de foreurs américains qui s'en porte acquéreur.

### Robert S. Young (1996-2020)
En juin 1996, Robert S. Young d'Upper Tantallon (en), en Nouvelle-Écosse, achète 1,6 ha de l'île, terrain connu sous le nom de Lot Cinq, à Fred Nolan. Cette propriété est la seule terre intacte qui reste sur Oak Island. Young est mort le 28 octobre 2020 et les terres sont transmises à ses héritiers. Ses découvertes, dont un demi-réal espagnol en argent de 1781, sont documentées sur son site Internet.

### Oak Island Tours et le Michigan Group (2005-présent)
Il est annoncé en avril 2006 que les frères Rick et Marty Lagina du Michigan ont acheté 50 % d'Oak Island Tours à David Tobias pour un montant non divulgué. Le reste de l'entreprise appartient à Blankenship. Center Road Developments, en collaboration avec Allan Kostrzewa et Brian Urbach (membres du Michigan Group), achète le lot 25 à David Tobias pour 230 000 $ un an avant que Tobias ne vende le reste de sa part. Le Michigan Group, en collaboration avec Blankenship, déclare qu'il reprendrait les opérations de recherches dans l'espoir de découvrir un trésor enfoui et de résoudre le mystère de l'île.
En juillet 2010, Blankenship et les autres parties prenantes d'Oak Island Tours annoncent sur leur site web que le ministère des Ressources naturelles et le ministère du Tourisme, de la Culture et du Patrimoine de la Nouvelle-Écosse leur avaient accordé une « licence de trésor » qui leur permet de reprendre leurs activités jusqu'au 31 décembre 2010. Après décembre 2010, les départements abrogent la licence et la remplacent par un Oak Island Treasure Act. La loi, entrée en vigueur le 1er janvier 2011, permet la poursuite de la chasse au trésor sur l'île en vertu d'un permis délivré par le ministre des Ressources naturelles. Selon le Oak Island Treasure Act, en cas de découverte du trésor, 90 % sera conservé par l'entreprise des Lagina et 10 % ira au Canada sauf les artefacts qui reviennent au Canada. L'exploration des frères Lagina est documentée dans l'émission de téléréalité Le Mystère d'Oak Island, diffusée sur History depuis 2014.

## L'eau dans le puits au trésor
Selon un compte-rendu rédigé en 1862, après que la compagnie Onslow ait creusé jusqu'à 24-27 m, le puits est inondé d'eau salée qui remonte jusqu'à 10 m. Les tentatives pour évacuer l’eau échouent. Les explorateurs font état de la présence d'un système de drainage élaboré s'étendant des plages de l'île jusqu'au puits.
Plus tard, des chasseurs de trésors affirment que des fibres de noix de coco sont découvertes sous la surface d'une plage, à Smith's Cove, en 1851. Cela conduit à la théorie selon laquelle la plage a été transformée en siphon, alimentant le puits en eau de mer via un tunnel artificiel. Un échantillon de ce matériau a été envoyé à la Smithsonian Institution au début du XXe siècle, où il a été conclu qu'il s'agissait bien de fibre de coco.
Bien qu'une expédition ait affirmé avoir trouvé un tunnel d'inondation bordé de pierres plates à 27 m, le géologue Robert Dunfield écrit qu'il a soigneusement examiné les parois du puits excavé et qu'il n'a pu localiser la moindre preuve de la présence d'un tunnel.
À l'invitation de l'homme d'affaires de la région de Boston, David Mugar (en), une enquête de deux semaines est menée par l'Institut océanographique de Woods Hole en 1995 (la seule étude scientifique connue menée sur le site). Après avoir effectué des tests de colorants dans le puits, l'institution conclue que l'inondation est causée par une interaction naturelle entre la lentille d'eau douce de l'île et la pression des marées dans la géologie sous-jacente (réfutant la théorie des tunnels artificiels). Les scientifiques de Woods Hole qui ont visionné les vidéos de 1971 ont rapporté que rien de concluant n’avait pu être déterminé à partir des images troubles. Les cinq drains à doigts (ou à caissons) signalés à Smith's Cove ont récemment été considérés comme les vestiges d'une ancienne saline, sans qu'il y ait de lien entre les drains et une quelconque inondation du puits.
L’Île aux Chênes se trouve sur un système de tumulus glaciaires et repose sur une série de cavités d'anhydrite remplies d'eau qui peuvent être responsables des inondations répétées du puits. Ce type de calcaire se dissout facilement lorsqu’il est exposé à l’eau, formant des grottes et des vides naturels. La roche-mère se trouve à une profondeur comprise de 38 à 45 m dans la zone du puits.

## Pierre aux symboles
Une pierre trouvée à 27,4 m sous la surface aurait été gravée de « marques mystérieuses ». Elle est citée pour la première fois dans un article du Halifax Sun and Advisor du 2 juillet 1862, qui mentionne une lettre du 2 juin 1862 de J. B. McCully qui raconte l'histoire de la pierre,,. Offrant une description de seconde main de sa découverte lors des fouilles du début des années 1800, McCully écrit : « Certaines [couches] étaient du charbon de bois, d'autres du mastic, et une à 80 pieds était une pierre taillée de forme carrée, de deux pieds de long et environ un pied d'épaisseur, avec plusieurs caractères gravés dessus. » Dans un article de journal de 1863, la pierre aurait été intégrée dans la « cheminée d'une vieille maison près du puits ». Un autre article, un an plus tard, affirme que la pierre est détenue par la famille Smith. Le 2 janvier 1864, le secrétaire de la Société historique de la Nouvelle-Écosse, John Hunter-Duvar, contacte le chasseur de trésor George Cooke. Dans une lettre du 27 janvier à Hunter-Duvar, Cooke affirme que Smith a intégré la pierre dans sa cheminée en 1824 et que Smith lui a montré la pierre dans la cheminée vers 1850, et « qu'il y avait des lettres, des chiffres ou des caractères grossièrement taillés dessus. Je ne me souviens plus lesquels, mais ils semblent avoir été grattés par un instrument émoussé, plutôt que gravés avec un instrument pointu. » Selon Cooke, lorsqu'il s'est renseigné en 1864, il découvre que la cheminée a été entourée de bois et d'un escalier ; la pierre n'est plus visible. Une lettre non datée de William Blair postérieure à 1893 dit : « Jefferson W. McDonald, qui m'a mentionné pour la première fois Oak Island en 1893, a travaillé sous la direction de George Mitchell. M. McDonald, qui était charpentier de métier, a également raconté avoir démonté une cloison dans la maison de Smith, afin que lui et d'autres puissent examiner les caractères gravés sur la pierre utilisée dans la cheminée de la maison. Les caractères étaient bien là, mais aucune personne présente ne pouvait les déchiffrer. » Mitchell est le surintendant des travaux de l'Oak Island Association, qui a été créée le 3 avril 1861 et a cessé ses activités le 29 mars 1865.
Dans son roman de 1872, The Treasure of the Seas, James De Mille décrit avoir été un résident d'été du bassin de Chester à la fin des années 1860. De Mille vit sur Oak Island pendant un été et a une connaissance directe de la région. Les personnages du roman découvrent que la pierre a été retirée de la cheminée à leur arrivée sur l'île ; jusque-là, personne n'a été capable de déchiffrer les mystérieux symboles apparemment présents sur la pierre, qu'un propriétaire d'auberge décrit comme « plutôt faibles et irréguliers » – il dit également que « les hommes qui ne croient pas au trésor de Kidd... disons que ce n'est pas du tout une inscription... ce ne sont que quelques éraflures accidentelles,. Reginald Vanderbilt Harris (1881-1968) a écrit dans son livre de 1958, The Oak Island Mystery « Vers 1865-1866, la pierre a été retirée et emmenée à Halifax. Parmi ceux qui ont travaillé pour enlever la pierre se trouvait Jefferson W. MacDonald. » La lettre de Blair mentionnée ci-dessus indique que MacDonald a démonté la cloison afin d'examiner la pierre et non de l'enlever. Harris ne fournit aucune source pour étayer l'affirmation selon laquelle la pierre aurait été retirée en 1865 ou 1866. La mention suivante de la pierre se trouve dans un prospectus de 1893 de la Oak Island Treasure Company. Selon le prospectus, la pierre a été retirée de la cheminée et transportée à Halifax ; là, James Liechti aurait déchiffré la pierre comme suit : « Dix pieds plus bas sont enterrées deux millions de livres. »
Le 19 août 1911, le magazine Collier's a publié un récit de première main du capitaine H. L. Bowdoin sur la pierre (qui était alors utilisée à l'atelier de reliure Creighton à Halifax). Bowdoin décrit la pierre comme « de type basalte dur et à grain fin ». La pierre qu’il a vue ne portait aucun symbole. Bien qu'on ait dit à Bowdoin qu'ils avaient disparu, il était sceptique en raison de la dureté de la pierre. D'après le livre de Charles B. Driscoll de 1929, The Oak Island Treasure (basé sur des récits de seconde main) :
« La pierre était montrée à tous ceux qui visitaient l'île à l'époque. Smith a installé cette pierre dans sa cheminée, avec les caractères étranges vers l'extérieur, afin que les visiteurs puissent la voir et l'admirer. Bien des années après sa mort, la pierre fut retirée de la cheminée et transportée à Halifax, où les savants locaux ne parvinrent pas à traduire l'inscription. Elle fut ensuite transportée chez J.B. McCulley à Truro, où elle fut exposée à des centaines d'amis des McCulley, qui s'intéressèrent à une nouvelle société de trésor. D'une manière ou d'une autre, la pierre est tombée entre les mains d'un relieur, qui l'a utilisée comme base pour battre le cuir pendant de nombreuses années. Une génération plus tard, alors que l'inscription était presque effacée, la pierre se retrouva dans une librairie d'Halifax, et je n'ai pas pu savoir ce qu'elle est devenue par la suite. Mais il y a beaucoup de gens qui ont vu la pierre. Personne, cependant, n'a jamais sérieusement prétendu traduire l'inscription. »
La pierre aurait été apportée par A. O. Creighton (de l'expédition de 1866) de la maison des Smith à l'atelier de reliure de Creighton à Halifax. Harry W. Marshall (né en 1879), fils d'un propriétaire d'atelier de reliure, écrivit en 1935 que :
1. Il se souvient très bien avoir vu la pierre lorsqu'il était enfant.
2. « Alors qu'elle était en possession de Creighton, un garçon avait gravé ses initiales "J. M." sur un coin, mais à part cela, il n'y avait aucune preuve d'une inscription gravée ou peinte sur la pierre. »
3. Creighton a utilisé la pierre comme pierre à battre et comme poids.
4. Lorsque l'entreprise ferma ses portes en 1919, la pierre fut abandonnée[57].

Un chercheur a affirmé que le chiffre se traduisait par « Quarante pieds plus bas, deux millions de livres sont enterrés ». Les symboles associés à la traduction « Quarante pieds en dessous » sont apparus pour la première fois dans True Tales of Buried Treasure de 1949 par l'explorateur et historien Edward Rowe Snow (en). Dans son livre, Snow déclare qu'il a reçu l'ensemble des symboles du révérend A. T. Kempton de Cambridge, du Massachusetts, mais aucune information n'a été fournie sur comment et où Kempton les a obtenus. Il a été constaté que Kempton avait déclaré dans une lettre datée d'avril 1949 qu'il avait obtenu ses informations auprès d'« un professeur d'école décédé depuis longtemps ».

## Investisseurs et explorateurs
Franklin D. Roosevelt, ému par les histoires familiales provenant de son grand-père navigant et commerçant (et financier d'Oak Island) Warren Delano Jr., commence à suivre le mystère à la fin de 1909 et au début de 1910. Roosevelt continue de le suivre jusqu'à sa mort en 1945. Tout au long de sa carrière politique, il suit les tentatives de récupération et de développement de l'île. Bien que le président ait secrètement prévu de visiter Oak Island en 1939 alors qu'il était à Halifax, le brouillard et la situation internationale l'en ont empêché.
L'acteur australo-américain Errol Flynn a investi dans une fouille d'Oak Island,. L'acteur John Wayne a également investi dans l'équipement de forage utilisé sur l'île et a proposé que son équipement soit utilisé pour aider à résoudre le mystère. William Vincent Astor, héritier de la fortune de la famille Astor après la mort de son père sur le Titanic, était un investisseur passif dans la recherche de trésors sur l'île.
Le contre-amiral Richard E. Byrd Jr. était également un investisseur passif dans l'exploration et la chasse au trésor d'Oak Island, et surveillait la situation. Byrd a conseillé Franklin D. Roosevelt sur l'île. Les deux hommes ont noué une relation, formant le United States Antarctic Program (USAS, un programme du gouvernement fédéral) avec Byrd aux commandes.

## Théories
De nombreuses théories ont été proposées pour lier divers phénomènes naturels, personnages historiques ou reliques et artefacts à l’Île aux Chênes. Aucune de ces théories n’est prouvée.

### Dolines naturelles
De nombreuses spéculations existent sur la façon dont le puits s'est formé et ce qu'il pourrait contenir. Selon Joe Nickell, il n’y a pas de trésor. Le puits est un phénomène naturel, probablement une doline reliée à des passages ou cavernes calcaires. Les suggestions selon lesquelles le puits est un phénomène naturel (débris accumulés dans une doline ou une faille géologique) datent d'au moins 1911,,,. Un certain nombre de dolines et de grottes, auxquels sont attribués les « pièges », existent sur le continent à proximité de l'île.
Sa ressemblance avec un puits creusé par l'homme a été suggérée en partie due à la texture des débris naturels accumulés dans les dolines : « Ce remplissage serait plus meuble que le sol environnant et donnerait l'impression qu'il a été creusé auparavant ». Les « plates-formes » de rondins pourris ont été attribuées à des arbres, endommagés par des « rafales » (derechos) ou des incendies de forêt, tombant (ou étant emportés) périodiquement dans le trou.
Un autre puits, semblable à la première description du « puits au trésor », est découvert dans la région en 1949 alors que des ouvriers creusent un puits sur la rive de la baie de Mahone. À un endroit où la terre est meuble, « à environ deux pieds de profondeur, une couche de pierre de taille a été heurtée. Ensuite, des rondins d'épicéa et de chêne ont été déterrés à intervalles irréguliers, et une partie du bois été carbonisée. On a immédiatement pensé qu'un autre puits au trésor avait été trouvé. »

### Travaux industriels
L'auteur Joy Steele suggère que le puits au trésor est en fait un four à goudron datant de la période historique où « Oak Island servait de lieu de fabrication de goudron dans le cadre de l'industrie des magasins navals britanniques ». De plus, comme indiqué ci-dessus (§ Eau dans le puits au trésor), une autre proposition suggère que le site est cohérent avec une ancienne « saline » illicite de l'époque.

### Trésor

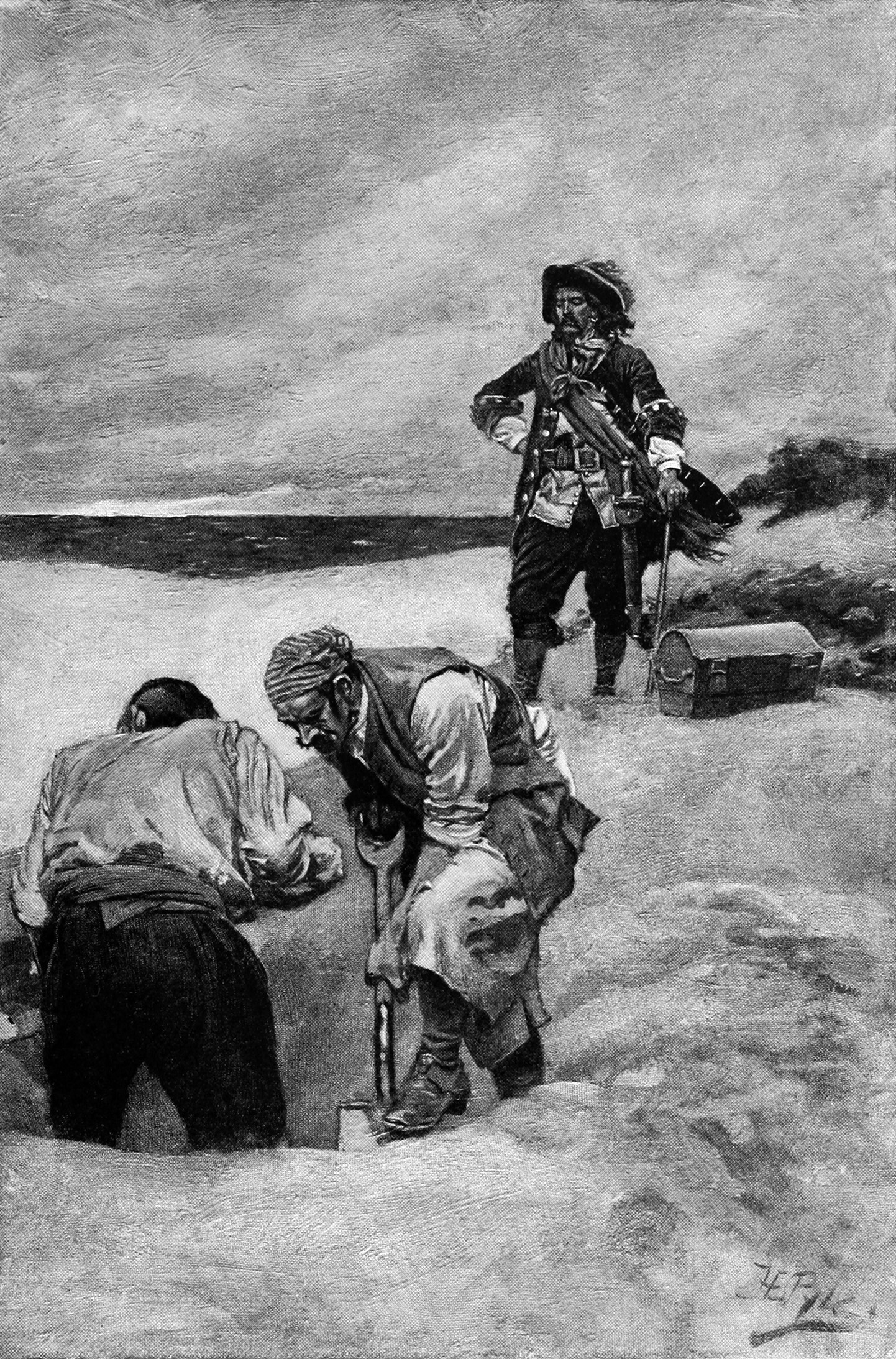
Le Capitaine Kidd enterrant son trésor (par Howard Pyle).

Selon la première théorie, le puits contient un trésor de pirate enterré par le capitaine Kidd,. Kidd et Henry Every auraient pris un trésor ensemble et l’Île aux Chênes était leur « banque commune ». Une autre théorie sur des pirates implique Edward Teach (Barbe Noire), qui a déclaré qu'il avait enterré son trésor « là où seuls Satan et moi-même pouvons le trouver. »
Les Templiers, les Francs-Maçons ou les Incas cherchant à éloigner leurs trésors des persécuteurs européens ou des conquistadors espagnols pourraient avoir créé le puits au trésor, selon William S. Crooker. Mais Crooker déclare qu'il était plus probable que des ingénieurs et des marins britanniques aient creusé le puits pour stocker le butin acquis lors de l'invasion britannique de Cuba, pendant la guerre de Sept Ans, évalué à environ 1 000 000 £.
D'autres explications possibles incluent que le puits a été creusé par des marins espagnols pour contenir le trésor d'un galion naufragé ou par les troupes britanniques stationnées là pendant la Révolution américaine.
John Godwin écrit qu'étant donné la taille et la complexité apparentes du puits, il a probablement été creusé par des ingénieurs de l'armée française cachant le trésor de la forteresse de Louisbourg après que les forces britanniques aient capturé la forteresse pendant la guerre de Sept Ans.

### Objets maçonniques et religieux
Dans son livre, Oak Island Secrets, Mark Finnan note que de nombreuses marques maçonniques ont été trouvées sur l’Île, et que le puits (ou la fosse) et son contenu mystérieux semblent reproduire des aspects d'un rite d'initiation maçonnique impliquant un coffre caché contenant un trésor sacré. Joe Nickell identifie des parallèles entre les récits de l’Île aux Chênes, l'allégorie du « Secret Vault » dans la franc-maçonnerie du rite d'York et le Caveau des Chase à la Barbade. Le franc-maçon Dennis King examine les aspects maçonniques de la légende de l’Île dans son article The Oak Island Legend: The Masonic Angle. Steven Sora a émis l'hypothèse que le puits aurait pu être creusé par des Templiers en exil et pourrait être le lieu de repos final du Saint Graal ou de l'Arche d'Alliance.

### Paternité Bacon-Shakespeare
Dans son livre de 1953, The Oak Island Enigma: A History and Inquiry into the Origin of the Money Pit, Penn Leary écrit que le puits est utilisé pour cacher des manuscrits indiquant que Francis Bacon est l'auteur des œuvres de William Shakespeare et l'un des dirigeants des Rose-Croix. The Second Cryptographic Shakespeare de Leary, publié en 1990, identifie des chiffrements dans les pièces et les poèmes de Shakespeare qui indiquent la paternité de Bacon. L'auteur et chercheur Mark Finnan développe la théorie de Leary sur l’Île aux Chênes, théorie qui est également utilisée dans le livre norvégien Organisten (2006, « Les sept étapes vers la Miséricorde ») d'Erlend Loe et Petter Amundsen, et dans la série télévisée Sweet Swan of Avon,.
Une autre théorie veut que les Rosicruciens et leur chef présumé, Francis Bacon, aient organisé un projet secret pour faire de l’Île la demeure de son coffre-fort légendaire avec des moyens ingénieux pour dissimuler des manuscrits et des artefacts anciens. Des chercheurs et des cryptographes tels que Petter Amundsen et Daniel Ronnstam affirment avoir trouvé des codes cachés dans les œuvres de Shakespeare, dans les formations rocheuses sur l'île et des indices cachés dans d'autres documents artistiques et historiques des XVIe et XVIIe siècles. Selon Daniel Ronnstam, la pierre trouvée à 90 pieds (27,432 m) contient un double chiffrement créé par Bacon.

### Les bijoux de Marie-Antoinette
Certaines histoires non prouvées prétendent que les bijoux de Marie-Antoinette disparus, à l'exception des exemplaires présents dans les collections des musées, auraient pu être cachés sur l'île. Le 5 octobre 1789, les révolutionnaires incitent une foule en colère d'ouvrières parisiennes à marcher sur le château de Versailles. Selon une histoire non documentée, Marie-Antoinette aurait ordonné à sa servante (ou à une dame de compagnie) de fuir avec ses bijoux. La femme s'est enfuie à Londres avec les bijoux, et peut-être des œuvres d'art, des documents et autres trésors, cachés sur elle et/ou dans ses bagages,,. La femme a ensuite fui de Londres vers la Nouvelle-Écosse.

### Runes coptes
Lorsque le biologiste marin et pseudo-archéologue Barry Fell (en) tente de faire traduire les symboles sur la pierre à la fin des années 1970, il déclare que les symboles ressemblent à l'alphabet copte et qu'ils se lisent comme suit : « Pour échapper à la contagion de la peste et aux rigueurs de l'hiver, il doit prier pour la fin ou l'atténuation de l'Arif : Le peuple périra dans la misère s'il oublie le Seigneur, hélas ». Selon la théorie de Fell, les migrants coptes ont navigué depuis l'Afrique du Nord jusqu'à l’Île aux Chênes et ont construit le puits. Cette piste de recherche n’est cependant pas considérée comme crédible par la plupart des universitaires traditionnels.

## Culture populaire
- Le Mystère d'Oak Island – série télévisée qui suit Rick et Marty Lagina dans leur quête du trésor de l’île. Démarrée en 2014, elle est toujours en production.

Le puits de l'île aux chênes a inspiré plusieurs fictions :
- Joan Clark (trad. Claude Aubry), La main de Robin Squires: le mystère de l’île aux Chênes [« The Hand of Robin Squires »] (roman jeunesse), Montréal, P. Tisseyre, 1984, 179 p.
- Douglas Preston et Lincoln Child, Le Piège de l'architecte [« Riptide »], Robert Laffont, 2000, 397 p. (ISBN 2-221-08643-0)
- La Malédiction du pirate : épisode de la série policière Bones (saison 1, épisode 18, 2006) ;
- La quête Le Trésor de Kidd, du jeu vidéo d'Ubisoft Assassin's Creed III, se termine sur l'île Oak. On y découvre que le trésor du pirate est en réalité un anneau générant un champ magnétique inventé par l'ancienne civilisation et dont le capitaine Kidd se servait en combat pour éviter les balles de mousquet.